# گوردون هربرت
گوردون هربرت (انگلیسی: Gordon Herbert؛ زادهٔ ۱۶ فوریهٔ ۱۹۵۹) بازیکن بسکتبال اهل کانادا است.
وی در مسابقات کشوری و بین‌المللی در مجموع برندهٔ ۱ مدال طلا شده‌است.